# 圆叶菝葜 (亞洲)
圆叶菝葜（学名：Smilax bauhinioides）为百合科菝葜属下的一个种。

## 扩展阅读
- 維基物種上的相關：圆叶菝葜